# Alcains

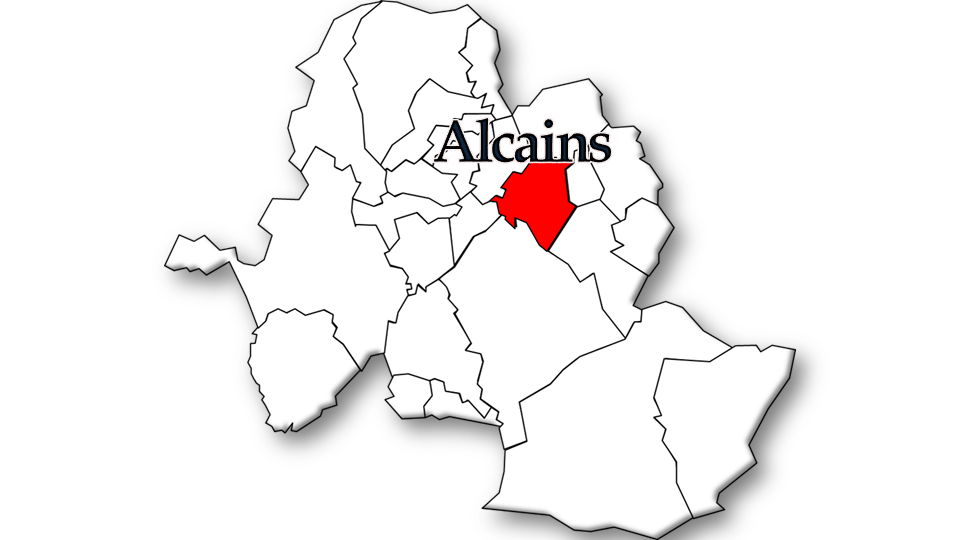
La posizione geografica di Alcains nel comune

Alcains è una freguesia (parrocchia civile) e cittadina (vila) portoghese situata nel comune di Castelo Branco, Distretto di Castelo Branco della Regione Centro, in Portogallo.

## Geografia
Con 36,95 chilometri quadrati, Alcains si trova al di sopra dei 370 m s.l.m. Al censimento del 2021 contava una popolazione pari a 4.615 abitanti.

## Società

### Evoluzione demografica
| Popolazione di Alcains (1864 – 2021) | Popolazione di Alcains (1864 – 2021) | Popolazione di Alcains (1864 – 2021) | Popolazione di Alcains (1864 – 2021) | Popolazione di Alcains (1864 – 2021) | Popolazione di Alcains (1864 – 2021) | Popolazione di Alcains (1864 – 2021) | Popolazione di Alcains (1864 – 2021) | Popolazione di Alcains (1864 – 2021) | Popolazione di Alcains (1864 – 2021) | Popolazione di Alcains (1864 – 2021) | Popolazione di Alcains (1864 – 2021) | Popolazione di Alcains (1864 – 2021) | Popolazione di Alcains (1864 – 2021) | Popolazione di Alcains (1864 – 2021) | Popolazione di Alcains (1864 – 2021) | Popolazione di Alcains (1864 – 2021) |
| ------------------------------------ | ------------------------------------ | ------------------------------------ | ------------------------------------ | ------------------------------------ | ------------------------------------ | ------------------------------------ | ------------------------------------ | ------------------------------------ | ------------------------------------ | ------------------------------------ | ------------------------------------ | ------------------------------------ | ------------------------------------ | ------------------------------------ | ------------------------------------ | ------------------------------------ |
| 1864                                 | 1878                                 | 1890                                 | 1900                                 | 1911                                 | 1920                                 | 1930                                 | 1940                                 | 1950                                 | 1960                                 | 1970                                 | 1981                                 | 1991                                 | 2001                                 | 2011                                 | 2021                                 |                                      |
| 1909                                 | 1868                                 | 2291                                 | 2519                                 | 2877                                 | 3150                                 | 3772                                 | 4266                                 | 4494                                 | 4600                                 | 3802                                 | 4202                                 | 4534                                 | 4929                                 | 5022                                 | 4615                                 |                                      |

## Economia
Fino agli anni '80 è stato il principale centro industriale della regione. Alcains è sede di Dielmar, uno dei sartoria più riconosciuta del Portogallo. E da Fabricas Lusitana, dove si produce la farina Branca de Neve, di grano tenero con lievito proprio, particolarmente adatta per la preparazione di dolci.

## Storia
Secondo alcuni storici, il toponimo Alcains deriverebbe dalla parola araba "al-Kalisa", che in portoghese significa "la chiesa". La località fu elevata al rango di vila il 12 novembre 1971. 

## Monumenti e luoghi d'interesse
- Chiesa di Nostra Signora da Conceição
- Cappella dello Spirito Santo
- Monumento al Sacro Cuore di Maria
- Fontana Romana

## Collegamenti esterni

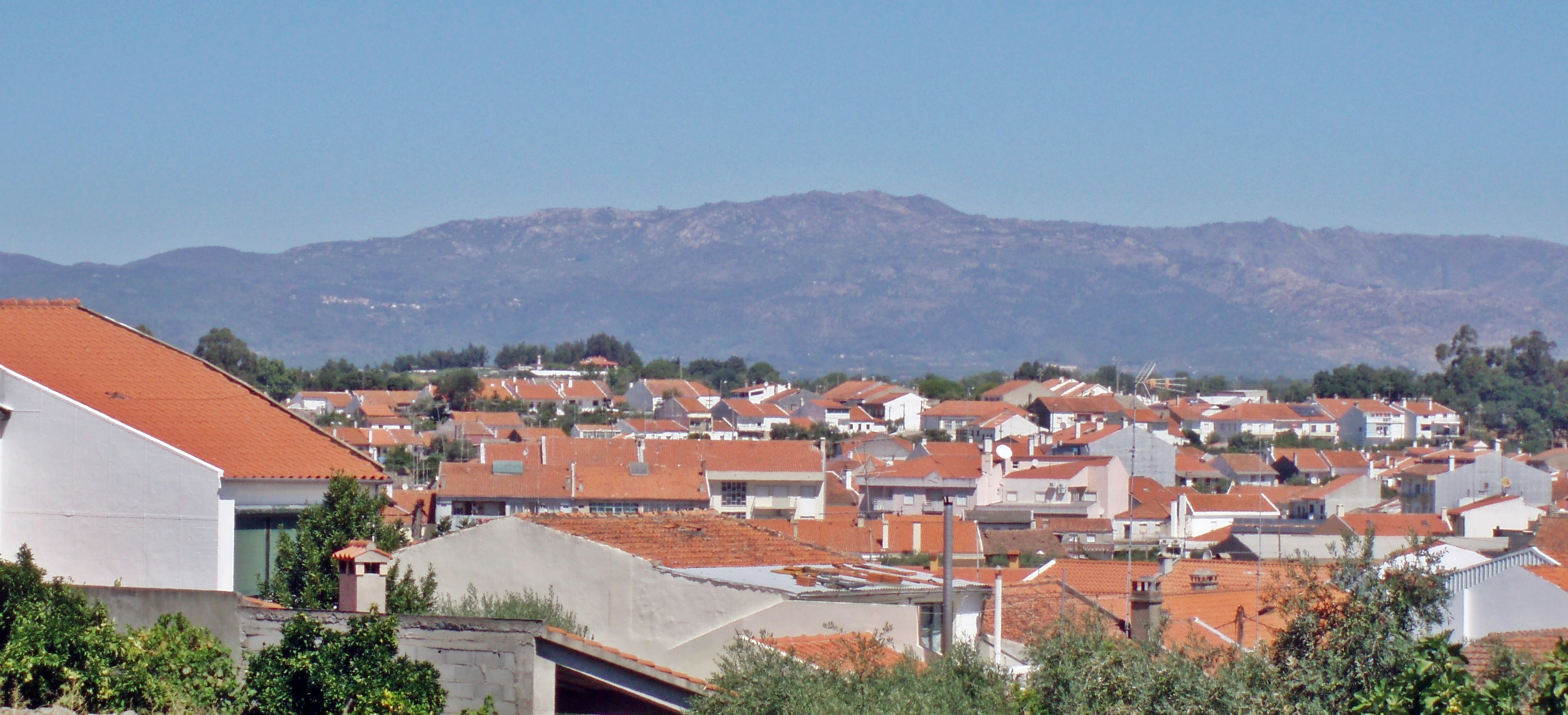
Veduta panoramica di Alcains